# ウィリアム・メイクピース・サッカレー

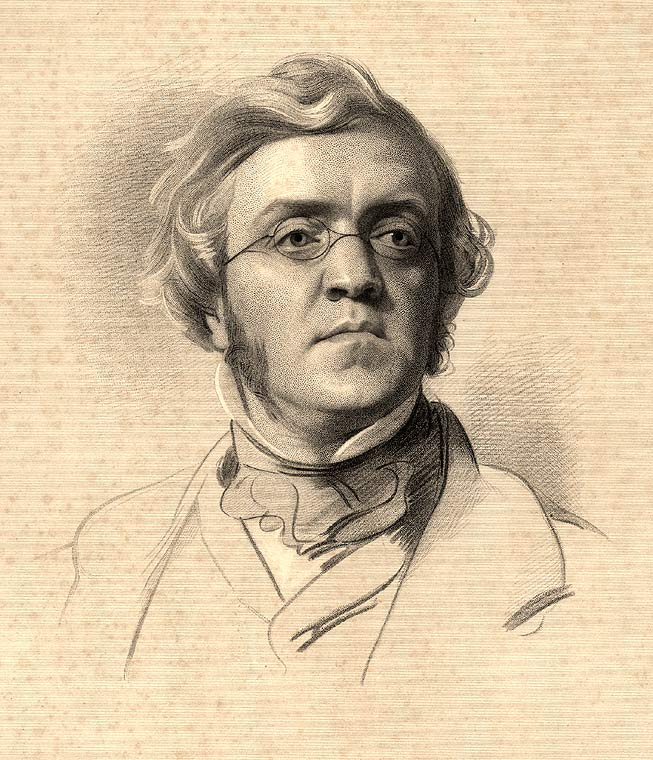
ウィリアム・メイクピース・サッカレー

ウィリアム・メイクピース・サッカレー（William Makepeace Thackeray 英語発音: [ˈwɪljəm ˈmeɪkpiːs ˈθækəri], 1811年7月18日 - 1863年12月24日）は、イギリスの小説家。インドのカルカッタ出身。彼の姓はサッカリーあるいはザッカリーと日本語表記されることもある。
「パンチ」などに寄稿し、優れた批評眼を養う。上流階級を痛烈に批判した『虚栄の市』で文名を高め、ディケンズと並びヴィクトリア朝を代表する小説家。ほかに『ペンデニス』など。

## 生涯
リッチモンド・サッカレーの長男として、1811年7月18日にインドのカルカッタに生まれた。父はイギリス東インド会社に勤務。母アンにはカーマイケル・スミスという恋人がいたが、周囲の反対でインドへ送られ、そこでサッカレーの父と出会い結婚した。しかし偶然そこでスミスに再会、夫を5年後に亡くすと、母アンはスミスと再婚した。
1816年、6歳のときに義父に連れられインドを離れるとイギリスへ渡る。母方の祖母に預けられると母の帰国を待ち、チャーターハウス校へ入学させられる。1829年、ケンブリッジ大学のトリニティ・カレッジに進み、詩を投稿したりする一方、賭博に熱中して大学を中退、ヨーロッパ大陸各地を旅して自由奔放な生活を送る（ゲーテに出会ったのもこの時期）。そのころ亡父の遺産を利用した投機や週刊誌の出版、あるいは画家として身を立てようと試みるがいずれも失敗に終わっている。そこへ遺産を預けてあったインドの銀行代理店の倒産が重なり、ほぼ無一文になってしまう。
1835年、ベラー・ショーとの結婚を機に新聞社の通信員となるが、わずか2年で退職し、「パンチ」などに評論や小説などの小品を手当たり次第に送り食いつなぐ。当時の作品に『アイルランド・スケッチブック』（1840年）、『俗物の書』（1846年）などがあり、やがて『虚栄の市』で作家としての地位を確立、ディケンズと並び称されるに至る。のち『ペンデニス』（1848 - 1850年）、歴史小説『ヘンリー・エズモンド』（1852年）、『ニューカム家の人々』（1853 - 1855年）などを発表した。
1863年12月24日、『デニス・デゥヴァル』の執筆半ばに52歳で死去。ウエストロンドンのケンサルグリーン墓地に葬られた。

## 作家評
同時期に並び称されたディケンズが、処女作から常に中・下層の庶民、ことに貧民の側に立って、市井の人情味にあふれる作品を書いたのに対して、中の上といった階級の出身で教育にも恵まれていたサッカレーは自ずと、自分の属する階級の人間性、ことにその腐敗や俗物根性（スノビズム）を痛烈に暴露することに優れていた。
もっとも、腐敗や拝金主義、成功欲を批判しても、その先にあるべき有益な人生の価値観が提示できたか、という意味では、20世紀のモームと同様の批判にさらされることもある。なお、ディケンズとサッカレーは友人同士であったが、サッカレーを酷評した批評家をディケンズが支持したことから、サッカレーが亡くなる前年まで仲たがいしていた。

## エピソード
サッカレーは熱烈な愛猫家で、ルイーズという愛猫を目に入れても痛くないほど可愛がっていたという。ルイーズは彼とともに長い時間を過ごし、時には彼の料理からおこぼれを与えることも厭わなかったという。

## 主な作品
- 「馬丁粋語録」（The Yellowplush Papers、1838～9年）
- 「床屋コックスの日記」（Cox's Diary、1840年）
  - 『床屋コックスの日記・馬丁粋語録』平井呈一訳 岩波文庫 1951
- 『キャサリン』（Catherine、1839年）
- 『みじめにもはなやかな物語』（A Shabby Genteel Story、1840年）
- 『パリ・スケッチブック』（Paris Sketch Book、1840年）
- 『ホガティー家の大ダイアモンド』（The Great Hoggarty Diamond、1841年）
- 『フィッツ・ブードル・ペイパーズ』（Fitz-Boodle Papers、1843年）
- 『アイルランド・スケッチブック』（The Irish Sketch Book、1843年）
- 『バリー・リンドン』（The Luck of Barry Lyndon、1844年）
  - 深町真理子訳 角川文庫 1976
  - スタンリー・キューブリック監督の映画『バリー・リンドン』(1975) の原作
- 『俗物の書』（''The Book of Snobs、1846年）
  - 『いぎりす俗物誌』斎藤美洲訳 (世界文学大系)筑摩書房、1961
- 『パーキンズ夫人の舞踏会』（Mrs. Perkins's Ball、1846年）クリスマス・ブック
- 『わが町』（Our Town、1847年）クリスマス・ブック
- 『虚栄の市』（Vanity Fair、1847 - 48年）、岩波文庫ほか
- 『ドクター・バーチとその若い友達』（Dr. Birch and His Young Friends、1848年）クリスマス・ブック
- 『ペンデニス』（Pendennis、1848 - 50年）
- 『レベッカとロウィーナ』（Rebecca and Rowena、1849年）クリスマス・ブック
- 『ライン川のキックルベリー一家』（The Kickleburys on the Rhine、1850年）クリスマス・ブック
- 『ヘンリー・エズモンド』（The History of Henry Esmond、1852年）
  - 『恋の未亡人 ヘンリ・エズモンド』村上至孝訳 新月社 1948
- 『ニューカム家の人々』（The Newcomes、1853 - 55年）
- 『バラと指輪』（The Rose and the Ring、1854年）
  - 鷲巣尚訳 世界社 1947
  - 「バラとゆびわ」刈田元司訳 岩波少年文庫 1952、新版1992
  - 畠中康男訳 東洋文化社 1980
- 『バージニアの人々』（The Virginians、1857 - 59年）
- 『デニス・デゥヴァル』（Denis Duval、1864年）
- 『歌姫物語』平井呈一訳 森書房 1949
- 『おけら紳士録』平井呈一訳 改造社 1949

## 日本語参考書
- 藤田清次『サッカレー研究』北星堂書店,1963.
- 鈴木幸子『不安なヴィクトリアン』篠崎書林,1993.11.
- 鈴木幸子『サッカレーを読む 続・不安なヴィクトリアン』篠崎書林,1996.2.